# Moixó foguer
El moixó foguer és un personatge disfressat d'ocell, embetumat amb mel i recobert de plomes, propi del Penedès i Camp de Tarragona, que sortia durant les festes de Carnaval.
Es té constància de la seva presència a Vilanova i la Geltrú, Begues, Sant Quintí de Mediona i Valls.

## Història
Segons en Joan Amades es feia una representació teatral a càrrec de tres individus: l'amo, un figuetaire (un home cobert de figues) i el moixó foguer. Aquesta representació s'iniciava amb l'arribada de la comitiva a la plaça del poble, encapçalada per l'amo. Aquest anunciava que tenia un ocell per vendre i quan algú s'interessava per veure'l, després d'un estira-i-arronsa, el Moixó foguer i el figuetaire sortien empaitant-se per entre la multitud que mirava l'escena, especialment mainada, fent un gran renou i cridòria i saltant a sobre de tothom. El Moixó empaitava el Figuetaire amb l'objectiu d'arrencar-li les figues i menjar-se-les, embrutant tothom al seu pas. La representació tornava a començar quan l'amo capturava als dos personatges i entrava dins la gàbia, iniciant-se de nou el tracte i la juguesca.

## El Moixó foguer a Vilanova
A Vilanova i la Geltrú l'Orfeó Vilanoví va recuperar la figura del moixó foguer el 1986. Durant els primers anys sortia el dimarts de Carnaval, però anys més tard passà a sortir el dissabte a petició de la Federació d'Associacions de Carnaval, FAC. Passeja pels carrers de la ciutat dins d'un bagul situat damunt d'una carrossa. Acompanyat per una comitiva de gent en camisola de dormir, una xaranga i el xerraire, de tant en tant obre la tapa i escampa plomes. El xerraire pregona les virtuts d'aquest personatge emplomat sense explicitar-les, parlant del que no es veu però s'intueix.

## Curiositats
El primer disc del grup de música Copa Lotus duu per nom El Moixó foguer.